# 크리스털 채플
크리스털 셔펠(Crystal Chappell, 영어 발음: /ʃəˈpɛl/, 1965년 8월 4일 ~ )은 미국의 배우이다.

## 출연 작품
- 어 밀리언 해피 나우스 (2017)
- 빅풋: 언포게터블 인카운터 (1994)
- 헐리웃 마담 (1994)

### 텔레비전
- 닥터슬론 (1993)
- 원 라이프 투 리브 (1968)
- 우리 생애 나날들 (1965)
- 가딩 라이트 (1952)